# مثل الابن الضال

لوحة رامبرانت لعودة الابن الضال موجودة حالياً في متحف هيرميتاج

مثل الابن الضال وعرف أيضاً بمثل الأخوين ومثل الابن الضائع ومثل الأب الغفور هو أحد أشهر الأمثال ألتي تكلم عنها المسيح في الإنجيل لتلاميذه وللفريسيين الموجودين معه، ورد هذا المثل في إنجيل لوقا في الإصحاح 15. تحكي قصة المثل عن أب غني يعيش مع إبنين كبير وصغير. وفي إحدى الأيام طلب الابن الصغير من والده ان يعطيه نصيبه من ميراثه، فأعطاه والده إياه فسافر إلى مكان بعيد، وبذر ماله هناك بشكل مسرف. وعندما أنفق كل ما يملكه حدثت مجاعة في منطقته، فأراد البحث عن سبيل لكسب المال، فلم يرى ما يكسب قوته الا رعي الخنازير عند أحد الأشخاص. ووصلت به الحال أثناء رعيه للخنازير أنه اشتهى أن يأكل من الخرنوب الذي يأكله الخنازير. ففكر بعد ذلك عن نفسه وقال: كَمْ مِنْ أَجِيرٍ لأَبِي يَفْضُلُ عَنْهُ الْخُبْزُ وَأَنَا أَهْلِكُ جُوعًا!. فقرر أن يذهب ويعود لأبيه ويطلب مسامحته. وبينما هو عائد لأبيه، رآه والده من بعيد فحن اليه وركض نحوه وعانقه وقبله. وقال له إبنه: ا أَبِي، أَخْطَأْتُ إِلَى السَّمَاءِ وَقُدَّامَكَ، وَلَسْتُ مُسْتَحِقًّا بَعْدُ أَنْ أُدْعَى لَكَ ابْنًا. لكن والده طلب من عبيده ان يخرجوا الحلة ويلبسوه خاتم وحذاء، وطلب منهم أيضاً إخراج العجل المسمن وذبحه احتفالاً بعودة إبنه وقال: أنَّ ابْنِي هذَا كَانَ مَيِّتًا فَعَاشَ، وَكَانَ ضَالاًّ فَوُجِدَ.
وبينما كان الابن الكبير عائداً من عمله في الحقل إلى البيت، سمع أصوات غناء وحفل في بيته، فاستدعى أحد الخدام وسأله عن هذا الاحتفال، فأجابه أن أخيه الصغير قد عاد وأن والده ذبح العجل المسمن لأجل عودته بسلام. وعندما سمع الابن الكبير هذا الكلام غضب ورفض دخول المنزل، فذهب والده إليه وطلب منه الدخول، فأجاب الابن الأكبر والده وقال: ها إنِّي أخدُمُكَ مُنذُ سِنينَ طِوال، وما عَصَيتُ لَكَ أمرًا قَطّ، فما أعطَيتَني جَدْيًا واحِدًا لأتَنعَّمَ به مع أصدِقائي. 30 ولمـَّا قَدِمَ ابنُكَ هذا الذي أكَلَ مالَكَ مع البَغايا ذَبَحتَ له العِجْلَ المـُسَمَّن! فقال له والده: يا بُنَيَّ، أنتَ مَعي دائمًا أبدًا، وجَميعُ ما هو لي فهُو لَكَ. 32 ولكِن قد وَجَبَ أن نَتَنعَّمَ ونَفرَح، لأنَّ أخاكَ هذا كانَ مَيتًا فعاش، وكانَ ضالاًّ فوُجِد.

## التفسير المسيحي
أراد المسيح بمثله هذا الذي تكلم عنه امام الفريسيين والعشارين أن يشبه الله بالأب الحنون والطيب والذي سامح ابنه بالرغم من كل الخطايا التي ارتكبها بعد رآه يعود من بعيد. كذلك أراد المسيح أن السعادة ألتي يحصل عليها المرء من المال هي سعادة مزيفة تؤدي به في النهاية إلى ارتكاب المعاصي وفقدان الإنسان لكرامته، وانه لا يوجد أفضل من ان يعيش الفرد مع والده ويمشي بتعاليم الهه.

## الفن

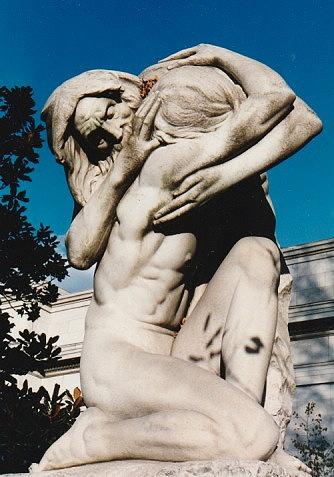
منحوتة الإبن الضال في لويفيل في كنتاكي.

قام عدة فنانين في العصور الوسطى وفي عصر النهضة برسم عدة لوحات تصور مثل الابن الضال، في سنة 1496 قام الرسام الألماني برسم لوحة الابن الضال مع الخنازير، ومن أشهر اللوحات عن هذا المثل هي لوحة عودة الإبن الضال للرسام الهولندي رامبرانت وألتي رسمها في عقد 1660 وهي موجودة الآن في متحف هيرميتاج في سانت بطرسبرغ. وكذلك له لوحة أخرى عن هذا المثل وهي لوحة الإبن الضال في الماخور رسمت في سنة 1637. وفي سنة 1773 قام الرسام الإيطالي بومبيو باتوني برسم لوحة عودة الابن الضال. وقام رسامين آخرين برسم لوحات عن هذا المثل مثل سيبالد بيهام و بيتر بول روبنس و جيرارد فان هونثورست و ليونيلو سبادا. وفي سنة 1909 أتم النحات الأمريكي جورج غري بارنارد منحوتته المسماة الابن الضال والموجودة حالياً في متحف الفن السريع في لويفيل في كنتاكي.